# Marcel Barbeault
Marcel Henri Barbeault, né le 10 août 1941 à Liancourt (Oise), est un tueur en série qui a sévi dans les alentours de Nogent-sur-Oise dans les années 1970. Il est l'auteur du meurtre de sept femmes et de celui d'un homme, ainsi que de trois tentatives de meurtre, commis entre 1969 et 1976. Ses crimes avaient toujours lieu le soir ou tôt le matin, d'où son surnom de « tueur de l'ombre ». 
Détenu depuis décembre 1976, il purge toujours sa peine de réclusion criminelle à perpétuité.

## Biographie
Fils aîné d'un conducteur de locomotive à vapeur et d’une mère travaillant dans le textile, il quitte l'école très jeune après avoir raté son certificat d'études primaires. À 14 ans il est engagé dans les ateliers de la Clouterie Rivierre, à Creil, en tant que chauffeur de rivets. Il est Cœurs vaillants, puis militant à la Jeunesse ouvrière chrétienne. À sa majorité, le 13 décembre 1960, il s'engage dans l'armée et est mobilisé durant la guerre d'Algérie où il est brancardier.
À son retour il retourne à l'usine et occupe un emploi d'ouvrier spécialisé à Saint-Gobain, il fait les trois huit. Du haut de son mètre quatre-vingts il pratique la boxe et le judo en amateur et aurait voulu être parachutiste ou gendarme, mais il est sujet au vertige et a échoué 8 fois au code de la route. 
En 1964 il se marie avec Josiane avec qui il a deux fils, Patrice (1966-2020), puis Laurent (né en 1972). Il perd sa mère Micheline d'un cancer en 1968, puis ses deux frères respectivement en 1971 et 1974. 
À cette période il se lance dans des cambriolages. Il agit seul à cyclomoteur sur son trajet de retour du travail, vole notamment des armes. Les décès dans sa famille semblent être les événements clés de sa plongée dans le crime et la violence (sa mère ayant subi l'ablation des deux seins avant sa mort, ce traumatisme aurait pu entraîner une volonté de vengeance et des rites sexuels similaires).

## Mode opératoire
Il attaque ses victimes le long de la voie ferrée, les frappe avec une pelle à ballast de la SNCF, leur donne un coup de poignard dans le cœur puis leur tire une balle de carabine 22 long rifle à la nuit tombante (entre 19 et 21 h). Toutes ses victimes sont des femmes brunes, selon la rumeur ; il les tue après les avoir longtemps épiées (pendant ses journées de congé) afin de surveiller leurs faits et gestes. Il les déshabille et les dépouille de leur sac à main, et viole une victime sur les huit. Marcel Barbeault est décrit, comme tant d'agresseur, comme un mari et un père exemplaire de deux enfants, cependant un individu renfermé et « banal ». C'est ce comportement qui lui a permis pendant des années de passer à travers les filets de la police.

## Parcours criminel

### Premiers meurtres et tentatives
Le 10 janvier 1969, à Nogent-sur-Oise, Marcel Barbeault tire six coups de carabine 22 Long Rifle sur Françoise Lecron, l'épouse d'un de ses collègues. Elle se jette à terre et s'en sort miraculeusement, sans avoir eu le temps de voir Barbeault.
Le 14 janvier 1969 Michèle Louvet, 17 ans, se trouve sur la voie publique de Nogent-sur-Oise, quand Barbeault lui tire un coup de carabine dans le ventre. La jeune fille survit, mais ne parvient pas non plus à décrire son agresseur. 
Le 23 janvier 1969 Marcel Barbeault viole et abat Thérèse Adam, 45 ans, à l'aide d'une carabine 22 Long Rifle, dans cette même ville. Son corps est retrouvé près de la voie ferrée. La victime avait justement peur des alentours, car elle avait appris l'existence des deux tentatives d'assassinats perpétrées quelques jours plus tôt. Une enquête débute alors, mais Marcel Barbeault, étant inconnu des services de police, n'est pas inquiété. Fait rarissime lors d'un début d'enquête, l'affaire est qualifiée de "psychose criminelle", en raison du rythme soutenu des crimes de Barbeault. Le jeune homme de 27 ans exécute ou laisse pour mortes des jeunes femmes de tous âges, afin de ne leur laisser aucune issue.
Le 16 novembre 1969 Barbeault tue Suzanne Mérienne, 44 ans, d'une balle de carabine dans la tempe, alors qu'elle est dans son pavillon avec sa fille, Micheline Mérienne, alors âgée de 19 ans. Micheline parvient à échapper à Marcel Barbeault pour prévenir ses voisins. Quand elle revient, sa mère gît dans une mare de sang. Elle appelle les secours, et Suzanne meurt à l'hôpital. La fille de la victime, ayant vu Barbeault, établit un portrait-robot, mais l'enquête piétine. Dans sa fuite le tueur a oublié un sac de toile de type « sac d'ouvrier » contenant un porte-monnaie avec des munitions de 22 Long Rifle. Cet objet ne permet pas non plus de faire progresser l'enquête.
Le 9 janvier 1970 un homme correspondant au signalement du tueur est retrouvé mort après s'être jeté sous un train. Dans sa poche on trouve des clés tachées de plâtre. Or le sac du tueur contenait des traces de poudre pouvant ressembler à du plâtre. Sa femme l'avait dénoncé à la police comme correspondant au signalement du tueur. Il avait été interrogé, puis relâché. Il se serait suicidé en raison de la trahison de sa femme. Après ses deux meurtres et deux autres tentatives, Marcel Barbeault ne fait plus parler de lui pendant plus de trois ans. Il est désormais surnommé le Tueur de l'Ombre, pour ses crimes survenant pendant la nuit. De plus, pour la police et les habitants de Nogent-sur-Oise, le Tueur de l'Ombre est le suicidé. Mais l'hypothèse tourne court quand Barbeault récidive trois ans plus tard.

### Deuxième vague de meurtres
Le 6 février 1973, à Nogent-sur-Oise, Marcel Barbeault assomme Annick Delille, 29 ans, d'un coup de matraque sur la tête, puis la tue d'une balle de 22 Long Rifle dans la nuque. Son mari la découvre morte et dénudée, tout près de chez eux.
La 28 mai 1973, vers 23 h, un couple, Eugène Stéphan, 24 ans, et Mauricette Van Hyft, 22 ans, se trouve sur le parking du cimetière de Laigneville : l'endroit est connu pour attirer les amoureux. Marcel Barbeault arrive sur les lieux et, avec une arme à feu, tue les jeunes gens. Le lendemain matin, Eugène et Mauricette y sont retrouvés morts ; l’enquête est confiée aux gendarmes de Laigneville, alors que celle portant sur les trois premiers meurtres avait été confiée à la police de Nogent-sur-Oise.
Le 8 janvier 1974, comme tous les soirs, Josette Routier, 29 ans, quitte son travail d'employée de banque. Elle rentre chez elle angoissée. Il est 19 h 30 quand la jeune femme arrive chez elle. Marcel Barbeault la surprend et l'abat de deux balles de 22 Long Rifle. Josette Routier était depuis peu propriétaire de son logement, situé au rez-de-chaussée. Madeleine Kill, une voisine de Josette, a entendu des tirs amortis. Le bruit de carreaux cassés qu'elle a entendu vers 16 h était le fait de Barbeault. 
Le 11 janvier 1974 le crime est finalement découvert par Madeleine Kill, alors qu'elle promène son chien. Possédant les clés de Josette Routier, elle décide premièrement de ne pas entrer par la fenêtre, mais d'attendre son mari pour entrer par la porte. Arrivés dans l'appartement, ils trouvent le corps sans vie de Josette Routier, abattue de six balles. Son sac à main a été volé par Marcel Barbeault après son crime. En partant, Barbeault a laissé des traces de bottes taille 42 mais, la taille étant très répandue, les enquêteurs restent toujours dans l'impasse.
En septembre 1974 un nouveau policier arrive dans l'Oise. Daniel Neveu, 34 ans, est affecté à la police judiciaire. Il sera le premier à relier tous les dossiers.

### Troisième vague de meurtres
Le 26 novembre 1975, au Calvaire Saint Paul de Nogent-sur-Oise, Julia Goncalves, 29 ans, sort de chez elle vers 6 h du matin pour se rendre à son travail. Elle traverse le parc Hébert pour aller à la gare. Marcel Barbeault la croise et l'abat d'une balle de 22 Long Rifle. Son corps est retrouvé le lendemain matin dans un cours d'eau qui traverse le parc. Elle a reçu une balle dans la tête. On retrouve également son sac à main, sans argent. 
Le 6 janvier 1976, près de la gare de Villers-Saint-Paul, Barbeault abat Françoise Jakubowska, 20 ans, d'une balle de 22 Long Rifle et la larde de coups de couteau. La jeune femme est ensuite retrouvée déshabillée.

## Arrestation
Finalement, au terme de près de 8 ans de traque, Marcel Barbeault est interpellé alors qu'il rentrait du travail par quatre inspecteurs de la police judiciaire de Lille, le 14 décembre 1976 à 13 h, grâce à un coup de téléphone anonyme : « Âgé de 35 ans, il mesure 1,80 m, il est marié à une blonde, il a deux enfants, pas de permis de conduire, il a fait l’Algérie, il a pratiqué la boxe et il a travaillé chez Rivierre… ». Le commissaire Christian Jacob n'est jamais parvenu à identifier le « corbeau », et l'inspecteur Daniel Neveu pense encore que Barbeault s'est en fait lui-même dénoncé.  
L’inspecteur Daniel Neveu, fraîchement promu à la Police judiciaire de Creil, réussit, lui, à faire le rapprochement entre Barbeault et les meurtres. Il découvre que la clé de l'énigme est le cimetière de Nogent-sur-Oise, qui se trouve au centre du triangle où se sont produits tous les meurtres. De plus, le double homicide commis sur un couple a eu lieu sur le parking du cimetière de Laigneville. Or ce meurtre, bien que différent des autres, est aussi attribuable au « tueur de l'ombre ». L'inspecteur Neveu en conclut que contrairement aux autres celui-ci n'est pas prémédité, mais est plus un meurtre  « d'opportunité » et que donc le tueur se trouvait sur les lieux avant l'arrivée du couple, et qu'il fréquentait peut-être régulièrement ce cimetière.
Le raisonnement du policier est corroboré par la découverte d'une balle de carabine 22 LR près d'un robinet d'eau dans le cimetière de Laigneville. Ce robinet est difficile à trouver derrière l'église, et seuls les habitués connaissent son existence. Le policier décide donc de recouper les noms des lettres de dénonciation et les patronymes gravés sur les tombes du cimetière. La liste obtenue de trente noms permet de remonter une nouvelle fois jusqu'à Barbeault. Sa mère qu'il adorait est morte d'un cancer du sein (elle décède dans les bras de Marcel après une longue agonie) et est enterrée dans le cimetière de Nogent depuis 1968.
Neveu interroge un à un les trente suspects. Lors de la perquisition au domicile de Barbeault à Montataire le 14 décembre 1976, il est retrouvé dans sa cave une carabine sciée avec silencieux, un imperméable et différentes casquettes. L'analyse balistique révèle que l'arme est celle utilisée pour deux des meurtres. Les armes des autres homicides n'ont pu être retrouvées, mais le mode opératoire similaire laisse peu de doutes sur un tueur unique. Marcel Barbeault ayant déjà été condamné pour cambriolage dans le passé, la police reprend la liste de tous les méfaits commis dans la région et en découvre un avec vol d'une carabine. Le propriétaire s'entraîne au tir avec cette arme dans son jardin, les enquêteurs peuvent donc retrouver des douilles dans ce dernier et démontrer que celles-ci ont servi à certains des meurtres. Le cambriolage est imputé à Barbeault. Les policiers peuvent également démontrer que les jours des meurtres correspondent à ceux où Barbeault est de repos alors qu'il travaille dans une usine de la région. Marcel Barbeault, n'ayant plus d'alibi, est inculpé par la juge d'instruction Marie Brossy-Patin, et il est transféré à la maison d'arrêt d'Amiens.

## Procès et condamnation
Son procès s'ouvre au Palais de justice de Beauvais le 25 mai 1981 devant la Cour d'assises de l'Oise. Il doit répondre de cinq meurtres dont il est accusé. Les trois autres crimes attribués à Barbeault n'ont pu être retenus contre lui faute de preuves : les éléments de balistique retrouvés pendant l'enquête ne permettent pas de l'incriminer de manière certaine. Il nie toujours être le « tueur de l'ombre », malgré de lourds éléments à charge, et reste très froid pendant la durée de son procès. L'avocat général Marc Moinard requiert la peine de mort au terme d'un réquisitoire de quatre heures et demie, bien que cette dernière ait peu de probabilités d'être appliquée compte tenu de l'élection récente de François Mitterrand qui s'y était déclaré ouvertement défavorable. Malgré la plaidoirie de cinq heures de l'avocat de la défense maître Jean-Louis Pelletier, le jury condamne Marcel Barbeault à la prison à perpétuité le 10 juin 1981 après six heures de délibération.  
Mais, s'étant pourvu en cassation (à l'époque il n'est pas encore possible de faire appel d'un procès aux assises), Marcel Barbeault voit sa condamnation annulée le 17 mars 1982 et est rejugé en novembre 1983 par les assises de l'Oise, qui le condamnent de nouveau à la réclusion criminelle à perpétuité le 2 décembre 1983,.
Marcel Barbeault est toujours, en 2025, incarcéré à la maison centrale de Saint-Maur, dans l’Indre, n'ayant bénéficié d'aucune remise de peine. Il y est bibliothécaire et fait partie des plus anciens détenus de France,.

### Documentaire télévisé
- Faites entrer l'accusé, présenté par Christophe Hondelatte le 13 février 2005, « Marcel Barbeault, le tueur de l'ombre », sur France 2.
- Au bout de l'enquête, la fin du crime parfait ?, présenté par Marie Drucker le 1er mai 2021, « L'affaire Marcel Barbeault », sur France 2.

### Émission radiophonique
- « Marcel Barbeault, le tueur de l’Oise » le 18 mars 2014 et « L'affaire Marcel Barbeault » le 24 mars 2016 dans L'Heure du crime de Jacques Pradel sur RTL.
- « L'affaire Marcel Barbeault » le 22 août 2016 dans Hondelatte raconte sur Europe 1.